# マーズ・ダイレクト

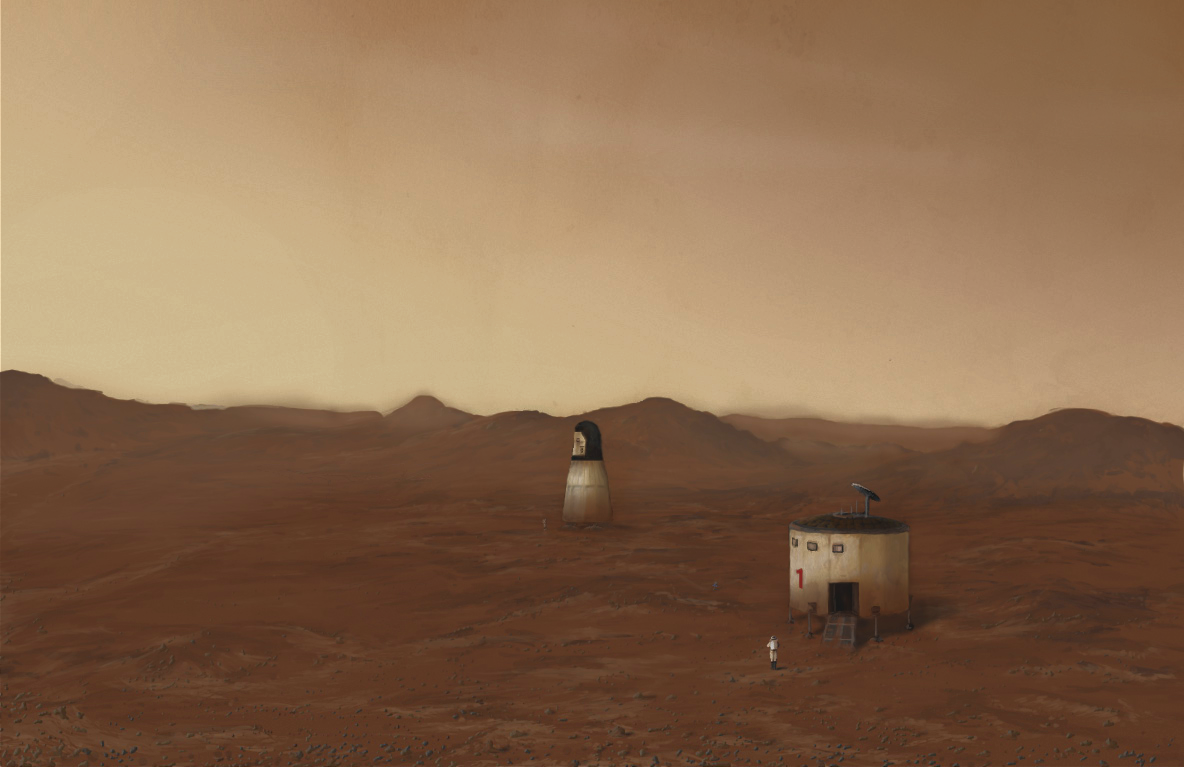
地球帰還船と火星居住ユニット（想像図）

マーズ・ダイレクト（英: Mars Direct、日本語訳: 火星直行計画）は、1990年代のロケット技術のみで比較的低コストで実現可能な案として提案された火星有人探査計画。この計画は1990年、ロバート・ズブリンとデイビッド・ベイカーの研究報告として提唱された。ズブリンの1996年の著書 The Case For Mars にて広く知られるようになった。
火星大気の豊富な二酸化炭素を用い、地球帰還用の燃料を現地調達する、というアイデアが本計画の大きな特徴として挙げられる。

## 背景
1980年代までの有人火星探査構想は、地球低軌道の宇宙ステーションや月面基地で建造される巨大宇宙船を前提としたものがほとんどであり、当然ながら莫大な予算と多数の革新的技術を必要としていた。ブッシュ大統領（父）が1989年の月着陸20周年記念式典で月および火星の有人探査について語ってから3か月後にアメリカ航空宇宙局 (NASA) が提示した通称「90日レポート」もその例外ではなく、火星での滞在期間1か月を含む往復18か月のミッションの予算を約4,500億ドルと概算している。
マーズ・ダイレクトは主としてこの90日レポートに対する反発が直接のきっかけとなって誕生したもので、ズブリンは火星へ行くのに月面基地も「宇宙空母ギャラクティカ」も必要ないと、その種の過大な構想を強く批判している（逆に、マーズ・ダイレクトのために開発された技術を月面探査に流用できるとも述べている）。

## 初期提案
この計画では、まず化学工場と小型の原子炉、水素を積んだ無人の地球帰還船 (ERV) を、大型のブースター（スペースシャトルのエンジンやブースターを流用したもので、アポロ計画で使用されたサターンVに匹敵する輸送力を持つ）で打ち上げ、火星に送り込む。
8か月ほどでERVは火星に到着する。そこでは、比較的簡単な化学反応により、ERVで運んだ少量の水素と火星大気の二酸化炭素を反応させて、112tのメタンと酸素を生産する（サバティエ反応）。そのうち96tは、ミッション最後のERVの地球帰還で使用する。このプロセスは10か月ほどで完了する。これと並行して、ERVに搭載された無人車で周囲を調査し、有人機の着陸に適した場所を探す。
ERVの打ち上げから26か月後、2隻目の宇宙船を地球から打ち上げる。火星居住ユニット（ハブ）であり、4名のクルーを火星に運ぶ。この宇宙船は6か月ほどで火星に到着する。旅行の間は、ハブと打ち上げで使用したブースターを紐で結び、中心で回転させることにより遠心力による人工重力を発生させる。
火星到着時、使用済みブースター等を放棄し、ハブは空力ブレーキによりERVの近くに着陸する。
着陸後、クルーは火星上に17か月滞在する。持ち込んだ機材で科学研究を行い、与圧キャビン付きの地上車によって移動する。燃料にはERVの生産した余剰メタンを使用する。
地球帰還の際は、ハブは後の探検家が使用できるようにそのまま残し、ERVを使用する。ERVの推進段は、やはり6か月かかる帰りの旅行で人工重力を発生させる際のカウンターバランスとして使用されるだろう。
マーズ・ダイレクトの初期費用は、当時開発費を含め200億$（2006年現在の300億$ - 350億$相当）と見積もられた。2004年、NASAと欧州宇宙機関 (ESA) は有人宇宙ミッションのコストを見直すため、この試案のコストモデル計算を引き受けた。検討された試案はマーズ・ダイレクトそのままではなかったものの、両者のコストモデルからズブリンとベイカーの見積もりが非常に正確だったことがわかった。

### 2回目以降
ズブリンは有人探査を継続的に行う事を前提に、また万が一の安全対策としてハブと2機目の地球帰還船 (ERV2) をほぼ同時期に打ち上げるものとしている。たとえハブの着陸地点が数百kmずれても、ハブに搭載されている地上車でERVまで辿り着くことが出来るが、もし1,000km以上ずれていた場合はERV2をハブの近くに着陸させる。ハブが無事ERVの近くに着陸した場合、ERV2は800kmほど離れた地点に着陸する。
ハブとERV2の打ち上げから26か月後にはハブ2とERV3が打ち上げられ、ハブ2はERV2の近くに着陸する。こうして26か月ごとにハブとERVが送り込まれ、隣り合った地域の調査が進められていく。ハブとERVのセットは、最終的に1組あたり20億ドル（初期案当時の試算）で打ち上げられるようになるという。
恒久的基地を築くのに適した場所が決まると、それ以降のハブとERVはそこに着陸する。ハブ同士を気密式のチューブで繋げば仮設の基地になる。ズブリンの著書では現地資源を用いた建物や都市の建設、火星大気の改造にまで言及されている。

## 修正案

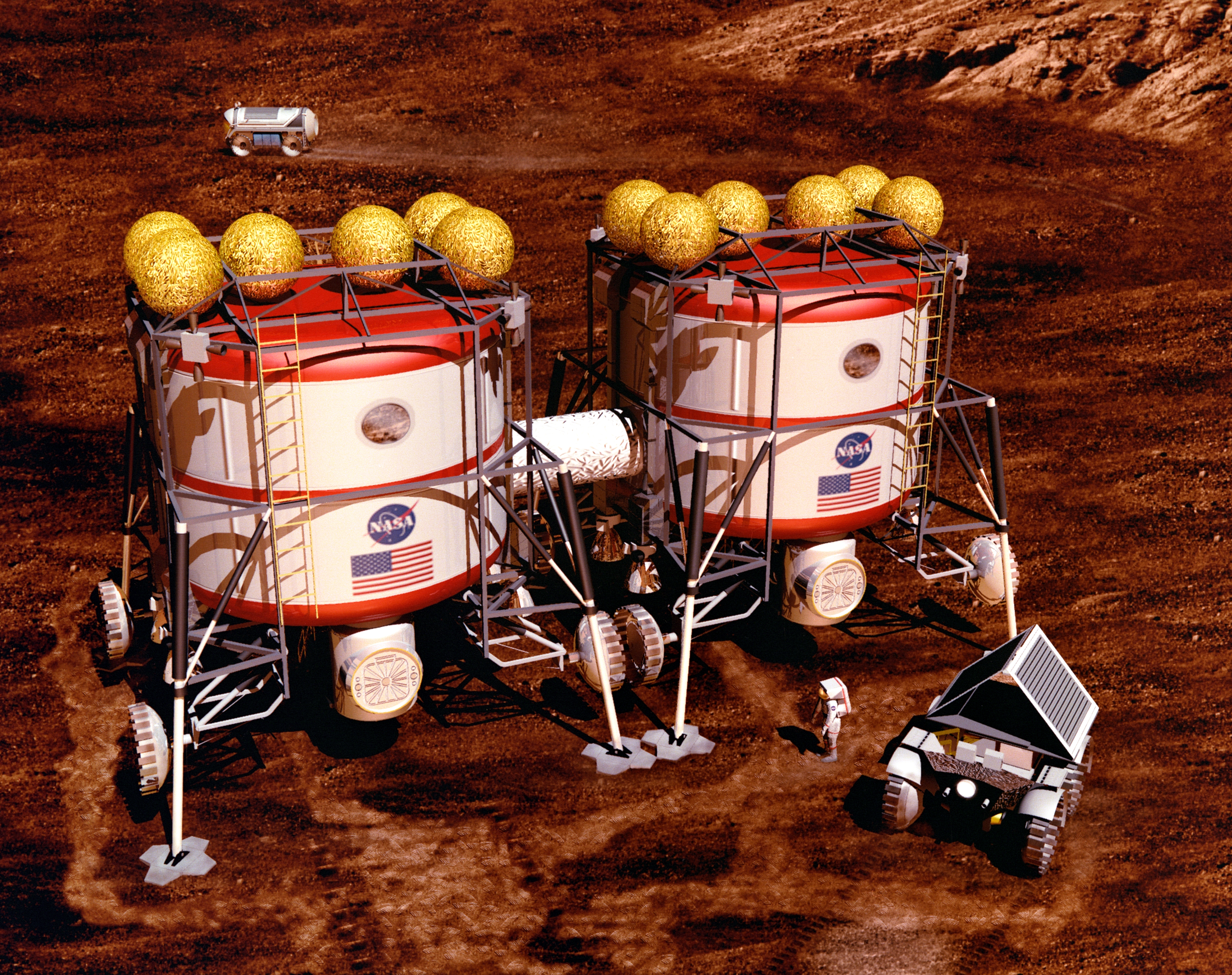
「マーズ・セミ＝ダイレクト」案で描かれた火星居住ユニット

マーズ・ダイレクトの発表後、火星協会・NASA・スタンフォード大学により多くの検討が行われた。
NASAでは、参考計画としてハードウェアに重大な変更（1ミッションに2隻ではなく3隻打ち上げ）を加えた案を提示している。この案では、火星には燃料を十分搭載したERVを送り、火星軌道上で待機、帰還時は小型艇でERVに乗船する。小型艇の燃料だけを火星の大気から製造するこの案は「マーズ・セミ＝ダイレクト」とも呼ばれる。
火星協会とスタンフォード大学の研究員はマーズ・ダイレクトの2隻の計画を保ったまま、クルーを6人に増員した案を提示している。
火星協会は、彼らの火星アナログ研究ステーション (MARS) プログラムで火星居住ユニット（ハブ）のコンセプトの生存能力を証明して見せた。
マーズ・ダイレクトはディスカバリーチャンネルの番組'火星: 次のフロンティア'で、NASAが進めている周りのプロジェクトと一部議論がある中だが、特集もされている。
ジョージ・W・ブッシュ大統領が2004年に発表した有人火星探査構想はNASAの現行予算をなるべく増やさずに行うこととされており、もし実現するとすればマーズ・ダイレクトまたはそれを修正した方式にせざるを得ないものと思われる。

## マーズ・ダイレクトを扱った作品
以下の作品で、マーズ・ダイレクトまたはそれをベースにした方式による有人火星探査が描かれている。
- 小説
  - The Martian Race（グレゴリー・ベンフォード）
  - 火星縦断（ジェフリー・A・ランディス）
  - 片道切符（野尻抱介、『沈黙のフライバイ』収録）
  - 火星の人（アンディ・ウィアー）
- 映画
  - ミッション・トゥ・マーズ（ディズニー、2000年）
  - オデッセイ（20世紀フォックス、2015年）